# Agua Blancona
Agua Blancona är en ort i Mexiko.   Den ligger i kommunen Guasave och delstaten Sinaloa, i den västra delen av landet, 1 200 km nordväst om huvudstaden Mexico City. Agua Blancona ligger 16 meter över havet och antalet invånare är 158.
Terrängen runt Agua Blancona är mycket platt. Runt Agua Blancona är det ganska tätbefolkat, med 100 invånare per kvadratkilometer. Närmaste större samhälle är Guasave, 6,8 km öster om Agua Blancona. Trakten runt Agua Blancona består till största delen av jordbruksmark.